# 白浪河

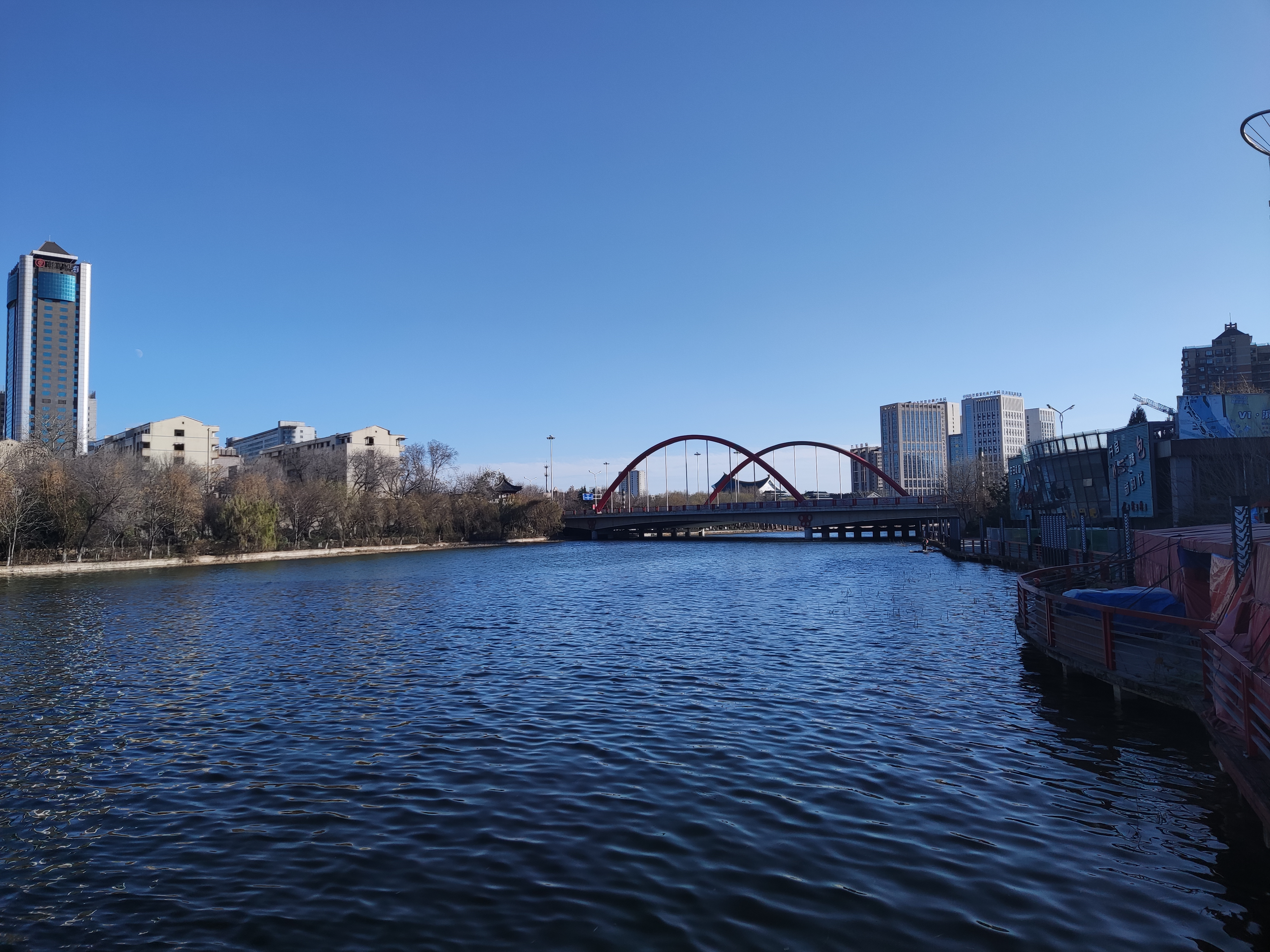
奎文门附近的白浪河

白浪河是中国山东省潍坊市境内的一条河流，为潍坊市主要河流。白浪河发源于昌乐县打鼓山，流经昌乐县、坊子区、潍城区、奎文区、寒亭区，在寒亭区注入莱州湾。全长127公里，流域面积1237平方公里。在潍坊市区内，白浪河是奎文区和潍城区的分界线。在潍坊市区白浪河四周商业气息浓厚。